# Communauté du Puits de Jacob
La communauté du Puits de Jacob est une communauté de vie issue du renouveau charismatique et principalement présente en Alsace.
La Communauté tire son nom d'un épisode de l'évangile qui s'est déroulé près du puits de Jacob, situé dans la Bible près de Sichem (à l'époque moderne près de Naplouse). Il s'agit de la rencontre de Jésus-Christ avec la femme samaritaine (Jn 4, 1-42).

## Historique

### Débuts à Strasbourg
En 1974, un petit groupe de prière se réunit tous les quinze jours chez une étudiante en médecine à Strasbourg. Deux ou trois personnes ont bénéficié de l’effusion de l’Esprit dans le Renouveau charismatique, les autres restent sur la réserve. En octobre, puis décembre, des étudiants participent à un week-end de prière puis à une retraite de trois jours. Des conversions retentissantes sont vécues et plusieurs reçoivent une effusion du Saint-Esprit marquante. Dès lors, le groupe devient vraiment un groupe de prière charismatique. Très vite est ressenti le besoin de se retrouver plus souvent, toutes les semaines puis deux fois par semaine. Le processus qui allait conduire à la communauté avait débuté. 

### Début de la vie communautaire
C’est en octobre 1977 que commence la vie communautaire sous le même toit. Six personnes sentent comme une exigence intérieure d’aller plus loin dans leur marche ensemble à la suite du Christ. Trois femmes et trois hommes dont Bertrand Lepesant, prêtre, jésuite, qui dès 1975 a été le rassembleur de la Communauté, viennent habiter ensemble sur le territoire de la paroisse Saint-Louis, dans le quartier de la « Petite France » à Strasbourg.
Ils s’engagent à vivre le partage de la vie quotidienne, de la prière, des revenus et le service de l’assemblée de prière Cette petite fraternité de vie commune sera le creuset où s’élaborera le style de vie communautaire du Puits de Jacob et d’où naîtront bien des aspects de la mission de la Communauté. C’est aussi dans cette fraternité qu’est né progressivement le sentiment que la participation à la Communauté appelait un engagement à vie, que le Puits de Jacob était don de Dieu appelé à durer. En 1994, trois premiers frères et sœurs ont prononcé leurs engagements à vie dans la Communauté.

## Statuts
La Communauté est reconnue par Charles-Amarin Brand, archevêque de Strasbourg, comme association privée de fidèles en 1995.

## Missions
Le Puits de Jacob est une Communauté catholique à vocation œcuménique, bien que les non-catholiques engagés en son sein soient très peu nombreux.
Le Puits de Jacob est une Communauté particulièrement tournée vers la guérison intérieure ; près de la moitié de ses membres sont engagés professionnellement dans le monde médical ou paramédical. Des groupes de partage pour les personnes travaillant dans le monde de la Santé sont rapidement organisés et permettent d'échanger le vécu, notamment face à la souffrance et à la mort.

## Implantations
La Communauté, essentiellement présente en Alsace, s'est vu confier une maison d'accueil spirituel à la Thumenau (commune de Plobsheim). D'autre part, elle s'est également implantée au Togo, appelée à cette mission en 2002 par Ambroise Djoliba, évêque de Sokodé,. Elle y anime une mission d'accueil et d’évangélisation, 
En 2010, le Centre médical du Puits de Jacob « La Source » ouvre ses portes, permettant ainsi à la Communauté par le biais du Centre de « relever la personne humaine dans toutes ses dimensions ».

### Centre médical du Puits de Jacob
(janvier 2019).

#### Histoire
Répondant à la demande de l’évêque de Sokodé,, Ambroise Kotamba Djoliba (en), la communauté du Puits de Jacob arrive début 2002. La demande de l'évêque concerne des groupes de prière charismatiques. Ce courant spirituel commence à se développer dans son diocèse. 

#### Le Centre aujourd'hui

##### Offre de soins
Le Centre dispose de différents pôles de soins. Tout d'abord, le pôle consultation, où il existe des consultations de médecine générale, des consultations de médecine spécialisée, de gastro-entérologie (Endoscopies, (gastroscopie, colonoscopie…)) ou encore de consultations de médecine spécialisée assurées par des médecins belges et français présents régulièrement au centre : hématologie, endocrinologie, diabétologie, cardiologie, médecine manuelle, médecine interne, soins palliatifs, pédiatrie. Ensuite, le pôle laboratoire avec ses analyses biologiques équipé d’appareils permettant la réalisation d’examens courants en hématologie, en bactériologie, en sérologie et en biochimie. Puis, plusieurs examens peuvent être réalisés comme radiologie thoracique et osseuse, l'échographie, l'électrocardiogramme. Enfin, une hospitalisation de jour et de nuit (13 lits) est mise en place quelques années après l'ouverture du Centre. 

##### Personnel
Au 1er janvier 2019, le personnel du Centre Médical compte 39 personnes (+ 2 vacataires) : 34 Togolais et 5 Européens. Travaillent ensemble des membres de la Communauté du Puits de Jacob qui vivent au Togo, du personnel africain et des soignants européens (infirmier(ère)s et médecins) dans le cadre de contrats de Volontaire de la Solidarité Internationale (V.S.I) envoyés soit par la Délégation Catholique pour la Coopération (D.C.C.), soit par le Service Coopération au Développement (S.C.D), soit encore par la Fidesco (ONG catholique de solidarité internationale). Certains médecins amis de la Communauté, viennent en dehors de tout cadre institutionnel.

##### Rayonnement
Le Centre accueille environ 100 personnes par jour et effectue 400 à 500 prélèvements par mois. Les patients effectuent en moyenne 20 km de route pour venir au centre médical. La distance médiane entre le domicile et le Centre est de 4 km, montrant que 50% de la patientèle provient de Sokodé et l'autre moitié des villes et villages alentour. Bien que 41% de la population ait accès à un centre de santé à moins de 15 minutes, 30 % de la patientèle provient d'un lieu éloigné de 8 km du Centre, et 10 % de villes telles Dapaong, Atakpamé, Kara ou Lomé. 

##### Financement
Les tarifs sont alignés sur ceux du service public.  
Les principaux soutiens du Centre sont :
- Communauté du Puits de Jacob[17]
- Caritas Belgique
- Medisch Centrum Togo[18]
- Soupuisok[19] (Association de Soutien au Centre médical du Puits à Sokodé - Soutien Puits Sokodé)
- Wilde Ganzen[20] (pour le financement de la radiologie[21])
- Fondation AnBer[22]
- Biologie sans frontières[23] (article sur la venue de volontaires[24])
- Contributions personnelles